# 榊原爽
榊原 爽（さかきばら さや、Saya Sakakibara、1999年8月23日 - ）はオーストラリアの自転車競技（BMX）選手。自転車競技（BMX）選手の榊原魁は兄。2024年パリオリンピックにて自転車競技BMXレーシングにおいてオーストラリア代表として金メダルを獲得した。

## 経歴
オーストラリアクイーンズランド州ゴールドコースト出身。イギリス人の父親と日本人の母親の間に生まれる。
2歳からの6年間を東京都府中市で過ごし、2007年に再びオーストラリアへ引っ越した。BMX競技は兄の影響で4歳のときから始め、6歳のときには世界選手権に初出場した。
2020年東京オリンピックの自転車競技BMXレーシングにオーストラリア代表として出場したが、準決勝で転倒し決勝進出はならなかった。
2023年のUCI BMXレーシング・ワールドカップで優勝し、2024年のタルサ大会でもタイトルを保持した。

## 成績
- 2008年 - BMX世界選手権優勝[1]
- 2010年 - BMX世界選手権優勝[1]
- 2013年 - BMX世界選手権優勝[1]
- 2014年 - BMX世界選手権優勝[1]
- 2015年 - BMX世界選手権優勝[1]
- 2017年 - オセアニア選手権優勝[1]、オーストラリア選手権優勝[1]、BMX世界選手権2位[1]
- 2018年 - UCI BMXワールド杯 アルゼンチン大会優勝[1]
- 2019年 - 東京2020オリンピックテストイベント「READY STEADY TOKYO-自転車競技（BMXレーシング）」優勝[1]
- 2024年 - パリ2024オリンピック女子BMXレーシング優勝[7]